# 黄金肥蛛
黄金肥蛛（学名：Lariniaria argiopiformis）为园蛛科肥蛛属的动物。分布于俄罗斯、朝鲜、日本以及中国大陆的北京、河北、浙江、湖南、湖北、江西、山东、江苏、河南、陕西、安徽、四川、广东等地，多生活于草丛以及灌木丛及果园。该物种的模式产地在日本。